# Progres Story 1968–2008 (video)
Progres Story 1968–2008 je videozáznam koncertu brněnské rockové skupiny Progres 2. Natáčení proběhlo na dvou koncertech v roce 2008, které byly uspořádány ke 40. výročí založení kapely. DVD vyšlo v listopadu 2008 (viz 2008 v hudbě) ve vydavatelství FT Records.
Na obou koncertech, jež se konaly 6. a 7. října 2008 v brněnském Semilassu, vystoupili téměř všichni hudebníci, kteří skupinou za 40 let její existence prošli. V dobových sestavách odehráli bloky skladeb ze všech alb (vyjma desky Změna!). Přes dvě hodiny trvající audiozáznam byl vydán jako stejnojmenné dvojCD, videozáznam byl zkrácen přibližně na 100minutovou délku. CD i DVD vyšla zároveň měsíc po koncertech.

## Seznam skladeb
1. „Štěstí“ (Váně/Kopta)
2. „Neznámý génius“ (Pelc/Čort)
3. „Kdo je tam?“ (Kluka/Čort)
4. „Mauglí“ (Váně/Kopta)
5. „Osud“ (Váně/Kopta)
6. „Čím je svět můj“ (Morávek/Čort)
7. „To já se vracím“ (Pelc/Čort)
8. „Muž, který se podobá odvrácené straně Měsíce“ (Dragoun/Čort)
9. „Pochod plášťů ve větru“ (Kluka/Kluka)
10. „Požár věžní těže“ (Nytra/Nytra)
11. „Ikaros“ (Sochor/Ulrych)
12. „Ptáčník“ (Kluka/Žalčík)
13. „V zajetí počítačů“ (Kluka)
14. „Země 2555“ (Kluka/Man)
15. „Píseň o jablku“ (Pelc/Man)
16. „Odlet“ (Kluka/Man)
17. „Planeta Hieronyma Bosche I“ (Váně/Man)
18. „Planeta Hieronyma Bosche II“ (Váně/Man)

Bonusy (bez 5.1 zvuku):
1. „Svět džungle“ (Dragoun/Čort)
2. „Čistý štít u firmy mít“ (Pelc/Čort)

## Obsazení
- Progres 2
  - Pavel Váně – elektrická kytara, vokály, zpěv (1, 4, 5, 11–20)
  - Miloš Morávek – elektrická kytara (1, 6–8, 13–20)
  - Pavel Pelc – baskytara, vokály, zpěv (1–8, 13–20)
  - Roman Dragoun – klávesy, zpěv (1, 6–8, 19, 20)
  - Zdeněk Kluka – bicí, zobcová flétna, vokály, zpěv (1–20)
- Emanuel Sideridis – baskytara, vokály, zpěv (11, 12)
- Jan Sochor – klávesy, vokály, zpěv (4, 5, 11, 12)
- Aleš Bajger – elektrická kytara, vokály, zpěv (2, 3)
- Pavla Střechová – zpěv (9, 10)
- Milan Nytra – klávesy, vokály, zpěv (9, 10)
- Mirek Sova – elektrická kytara, vokály (2, 3, 9, 10)
- Dalibor Dunovský – baskytara (9, 10)
- Borek Nedorost – klávesy, vokály (1–3, 11–20)